# Museu Histórico e Pedagógico Visconde de Mauá
O Museu Histórico e Pedagógico Visconde de Mauá está localizado no município de Mogi das Cruzes, Estado de São Paulo. Foi fundado em 19 de novembro de 1958, a partir do movimento de criação da Rede de Museus Históricos e Pedagógicos do Estado de São Paulo, iniciado na década de 1950, por Vinício Stein Campos. Instalado no Casarão do Carmo, edifício do século XIX, seu acervo é formado por peças que tratam da história local e do estado.

## Histórico
O MHP Visconde de Mauá foi criado pelo Decreto Estadual nº 33.980, de 19 de novembro de 1958, promulgado pelo então governador do Estado de São Paulo, Jânio Quadros. Este documento indica que a promoção do caráter nacional da  cultura seria o principal objetivo dos Museus Históricos e Pedagógicos de São Paulo, instalados e mantidos pela Secretaria de Estado dos Negócios da Educação.
Os novos museus foram divididos em três grupos: Museus do Período Colonial, Museus do Período Monárquico - do qual o Museu Histórico e Pedagógico Visconde de Mauá faz parte - e Museus do Período Republicano. Entre 1960 e 1973 foram criados mais cinquenta e um museus, que formavam a Rede de Museus Históricos e Pedagógicos do Estado de São Paulo. Em 1973, a rede já contabilizava setenta e nove unidades.
No ano de 1983 teve início a dissolução da chamada rede de museus. Tiveram início os processos de municipalização dos acervos, que corresponde a transferência legal da tutela desses bens aos municípios que os abrigam.
O primeiro endereço do MHP Visconde de Mauá foi o Instituto de Educação Dr. Washington Luís, junto à Biblioteca Pública de Mogi das Cruzes. Por meio da Lei Municipal nº 2.520, de 16 de maio de 1980, o museu passou a integrar a estrutura do Departamento Municipal de Cultura com a denominação de Museu Municipal. Tornou-se administrativamente independente da biblioteca, mas não no aspecto predial.
A organização administrativa municipal de 2006 criou um Setor de Arquivo Histórico, Biblioteca e Museus e, em 2011, a Divisão de Museus. Em 2008, uma pequena exposição foi apresentada no Casarão do Carmo. De 2009 a 2012, o acervo do museu foi transferido e permaneceu apenas depositado em duas salas do Casarão. Após reforma e restauração, em 2013, o Casarão reabre para visitas oficialmente. Por meio do Decreto Municipal nº 13.261, de 18 de abril de 2013, a Secretaria Municipal de Cultura estabeleceu o Casarão do Carmo como nova sede do MHP Visconde de Mauá.
Em 2013 foi elaborada a minuta do plano museológico do museu. O documento define como missão da instituição salvaguardar o patrimônio histórico municipal, contribuindo para que a comunidade refletida sobre sua memória e identidade. Os objetivos centrais apontados são preservar e difundir o patrimônio, por meio de exposições e atividades educativa.

## O Casarão do Carmo
Construído do século XIX, em Estilo Colonial, de taipa de pilão e taipa de mão, o Casarão do Carmo serviu inicialmente de residência a uma abastada família local. A partir dos anos 1930, passou a abrigar atividades comerciais, até ser desapropriado e restaurado pela prefeitura municipal na década de 1980. Desde então é ocupado por atividades culturais.
O Casarão do Carmo integra o patrimônio histórico e patrimônio arquitetônico municipal, tombado pelo Conselho Municipal de Preservação do Patrimônio Histórico, Cultural, Artístico e paisagístico de Mogi das Cruzes (COMPHAP), por meio do Decreto Municipal n.º 12.344 de 26 de março de 2012. A partir deste processo de tombamento, o Casarão  passou a ser protegido permanentemente pelo município.
O prédio foi o primeiro patrimônio tombado em Mogi das Cruzes pelo COMPHAP, fato celebrado com a exposição fotográfica, Mostra Comphap.

## Acervo

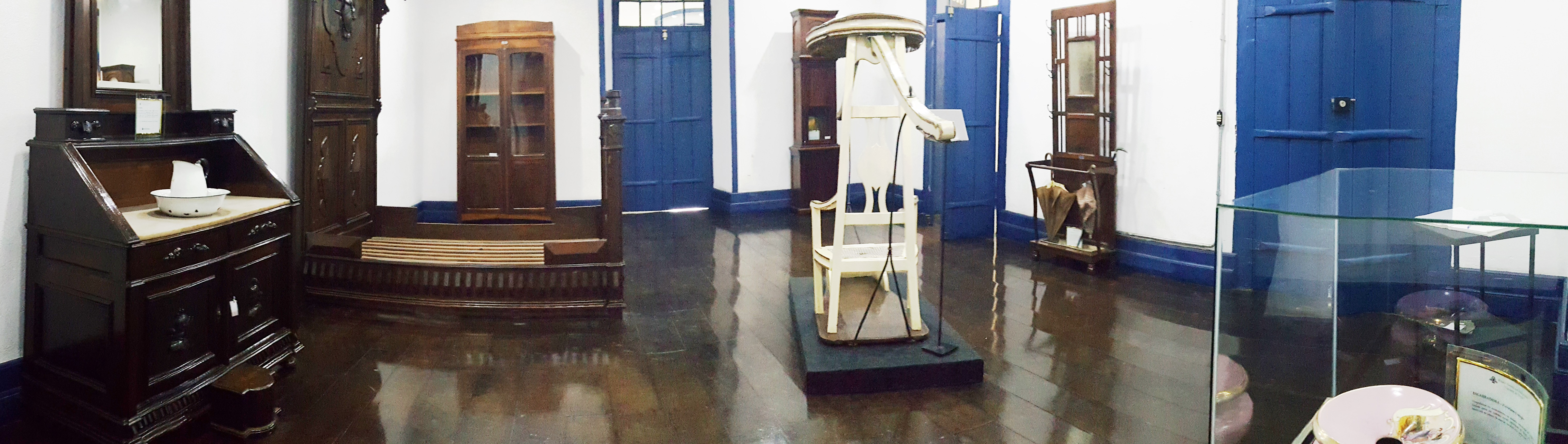
Vista panorâmica da exposição de longa duração do Museu Histórico e Pedagógico Visconde de Mauá

O Decreto nº 33.980 de 19 de novembro 1958 indica a existência de um acervo inicial composto por aproximadamente 80 objetos oriundos do Museu Mogiano, dentre eles: fotografias da antiga cidade de Mogi das Cruzes; a bandeira do período imperial; mobiliário pertencente ao Conde de Sarzedas; filatelia; indumentária; coleções de moedas; objetos militares da Segunda Guerra Mundial e da Revolução Constitucionalista de 1932, entre outros.
Atualmente, o acervo é estimado em cerca de 550 objetos de diferentes tipologias, tais como: artes, equipamentos de comunicação, material etnográfico, maquinário, mobiliário, numismática, objeto de comunicação e utensílios domésticos.